# Опекун (фильм, 2001)
«Опекун» или «Когда остаешься один» (хинди वन टू का फ़ोर, One 2 Ka 4) — индийская криминальная драма, снятая режиссёром Шашилалом К. Наиром и вышедшая в прокат 30 марта 2001 года. Главные роли исполнили Шахрукх Хан, Джухи Чавла и Джеки Шрофф. Фильм является ремейком американской ленты «Хороший полицейский» (1991). В прокате провалился.

## Сюжет
В отделе полиции специального назначения работают двое напарников: Джавед и Арун. Джавед — вдовец, воспитывающий четверых детей. Арун, напротив, закоренелый холостяк. Вместе они ловят наркобарона ККВ, однако тому удается выкрутиться при помощи своих связей. Через некоторое время после этого Джаведа убивают в ходе очередной операции. Согласно его завещанию опека над его детьми переходит к Аруну. Вот только он терпеть не может детей. Да и детям он тоже не нравится. Сгладить острые углы им помогает домработница Гита, которая любит детей как родных. Меж тем Арун не оставляет надежды найти убийц Джаведа.

## Роли
- Шахрукх Хан — Арун Верма
- Джухи Чавла — Гита Чаудхари
- Джеки Шрофф — Джавед Аббас
- Нирмал Пандей — Кришан Кант Вирмани (ККВ)
- Дилип Джоши — Чампак
- Радж Зутши — инспектор Савант
- Акаш Кхурана — комиссар
- Сахила Чадда — Бипаша
- Суреш Чатвал — инспектор Раджендра
- Мадхур Миттал

## Песни
| №  | Название                               | Исполнители                                  | Длительность |
| -- | -------------------------------------- | -------------------------------------------- | ------------ |
| 1. | «Allay Allay»                          | Шаан, Сукхвиндер Сингх, Шринивас             | 5:58         |
| 2. | «Haye Dil Ki Bazi Laga»                | Алка Ягник, Сону Нигам                       | 4:29         |
| 3. | «I Am Sorry»                           | Удит Нараян, Шаан, Шринивас & Кавита Паудвал | 5:31         |
| 4. | «Khamoshiyan Gungunane Lagi» (Part I)  | Лата Мангешкар, Сону Нигам                   | 5:27         |
| 5. | «Khamoshiyan Gungunane Lagi» (Part II) | Лата Мангешкар, Сону Нигам                   | 5:20         |
| 6. | «One Two Ka Four»                      | Клинтон Середжо                              | 3:29         |
| 7. | «Osaka Muraiya»                        | Раджешвари, Сону Нигам                       | 5:44         |
| 8. | «Sona Nahin Na Sahi»                   | Алка Ягник, Удит Нараян                      | 6:15         |